# Costarica
Costarica is een geslacht van rechtvleugeligen uit de familie Romaleidae. De wetenschappelijke naam van dit geslacht is voor het eerst geldig gepubliceerd in 2008 door Koçak & Kemal.

## Soorten
Het geslacht Costarica  is monotypisch en omvat slechts de volgende soort:
- Costarica costaricensis (Carbonell, 2002)